# 伊斯蘭恐怖主義
伊斯蘭恐怖主義（阿拉伯語：إرهاب إسلامي，ʾirhāb ʾislāmī），或稱為極端伊斯蘭恐怖主義，是團體或個人的伊斯蘭教性質暴力恐怖主義，動機多是以《古蘭經》的經文或源自聖訓的教誨為名目。伊斯蘭恐怖主義分子借鑒於古蘭經的經文和聖訓，把政治性質的暴力行為合理化。
雖然伊斯蘭在近代常與恐怖主義扯上關係，但事實上恐怖主義並非特定族群或社會的現象，恐怖主義和極端主義存在於所有的社會、所有的宗教、所有的人種和族群之間，無一例外。恐怖主義和極端主義並非伊斯蘭教特產。

## 起源
庫特卜的主張，被認為是當今伊斯蘭恐怖主義的主要來源，布魯斯·桑頓在《The Wages of Appeasement: Ancient Athens, Munich, and Obama's America》一書中認為伊斯蘭教與基督教和猶太教不同的是，《古蘭經》有多處經文支持穆斯林使用武力，對非信徒和伊斯蘭教的其他敵人戰鬥。法国社会学家奥利维尔·罗伊也认为伊斯兰恐怖主义是通过宗教表达的，并称“如果你杀人时什么都不喊，只会被当地报纸报道，但如果你杀人时喊着‘真主至大’，你将登上全国的头条”。

## 知名团体
伊斯蘭恐怖主義的團體中，比較著名的有穆罕默德·奥马尔的塔利班、奧薩瑪·賓拉登的蓋達組織及阿布·貝克爾·巴格達迪的伊斯蘭國。

### 什叶派
- 真主黨
- 胡塞运动

### 逊尼派
- 基地组织
- 塔利班
- 巴基斯坦塔利班运动
- 伊斯兰国
- 虔誠軍
- 穆罕默德军
- 伊斯兰祈祷团
- 阿布沙耶夫
- 毛特组织
- 阿拉伯半岛基地组织
- 征服沙姆陣線
- 乌兹别克斯坦伊斯兰运动
- 高加索酋長國
- 突厥斯坦伊斯兰党
- 东突厥斯坦解放组织
- 巴勒斯坦伊斯蘭聖戰組織
- 索马里青年党
- 伊斯蘭法庭聯盟
- 伊斯兰圣战联盟
- 信仰卫士
- 哈卡尼网络
- 博科圣地
- 哈马斯
- 阿克薩烈士旅
- 伊斯兰国呼罗珊省

## 穆斯林恐怖袭击频发的非伊斯兰国家

### 以色列
- 1996年2月26日：“哈马斯”在耶路撒冷袭击公共汽车事件。一个自杀式爆炸者在耶路撒冷炸毁了一辆公共汽车，炸死26人，其中有三名美国公民，炸伤约80人，其中也有三名美国公民。
- 1996年3月4日：特拉维夫迪藏诺夫购物中心被炸。“哈马斯”和“巴勒斯坦伊斯兰圣战组织”（PJI）都声称对在特拉维夫最大的购物中心外发生的爆炸事件负责。爆炸事件炸死20人，炸伤75人，其中包括两名美国公民。
- 1996年5月13日：约旦河西岸遭到攻击。阿拉伯枪手在贝特埃拉定居点附近向一辆公共汽车和一群叶史瓦大学学生开火，打死一名有美国和以色列双重国籍的人并打伤了3名以色列人。没有人声称对攻击事件负责，但"哈马斯"受到怀疑。
- 1997年9月4日：3名制造自杀性爆炸的“哈马斯”成员在耶路撒冷的本·耶胡达购物中心引爆炸弹，包括凶手在内共炸死8人，炸伤近200人。死者中有一名美国和以色列双重国籍的人，受伤的人中有7名美国公民。

### 美国
- 2001年9月11日：两架遭挟持的客机撞毁了纽约地标建筑纽约世界贸易中心双塔，造成超过2750人丧生。同日，华盛顿五角大楼也遭一架被挟持客机撞击，建筑部分区域被撞毁。原本预撞击白宫的93号被劫航班，因机上乘客奋起反抗，坠毁在萨默塞特县的一块无人田地里，致41人（33名乘客和8名机组乘员）与4名劫机恐怖分子同归于尽。
- 2016年6月12日：佛罗里达州奥兰多市的同性恋俱乐部“脉冲”夜总会遭遇枪击，致包括凶手奥马尔·米尔·塞迪克在内的50人死亡，另有53人受伤，其后伊斯兰国宣称是他们的“战士”发动了这场袭击。[4][5]

### 俄罗斯
- 1995年6月14日至19日：布琼诺夫斯克医院胁持事件，车臣独立运动武装领导人之一沙米尔·巴萨耶夫在布琼诺夫斯克发动袭击，劫持1400余名人质，迫使俄军在车臣实现停火。19日大部分人质获得释放。
- 1996年1月9日至18日：基兹利亚尔胁持事件（Kizlyar-Pervomayskoye hostage crisis）
- 1999年3月19日：弗拉季高加索爆炸案
- 1999年9月4日至16日：俄罗斯公寓爆炸案
- 2002年10月23日，莫斯科歌剧院胁持事件：俄罗斯莫斯科发生车臣武装分子劫持人质事件，造成129人死亡。
- 2003年5月12日和14日：俄罗斯车臣纳德捷列奇诺耶区政府大院和车臣古杰尔梅斯区分别发生爆炸事件，共造成70多人死亡，200余人受伤。
- 2003年8月1日，俄罗斯北奥塞梯共和国莫兹多克市一家军队医院遭到汽车炸弹袭击，造成50多人死亡，50多人受伤。
- 2003年12月5日：俄罗斯南部斯塔夫罗波尔边疆区一旅客列车发生爆炸，造成至少44人死亡，200多人受伤。
- 2004年2月6日：2004年2月莫斯科地铁爆炸案，俄罗斯莫斯科一列地铁列车在运行中发生爆炸，造成近50人死亡，130多人受伤。
- 2004年5月9日，俄罗斯车臣首府格罗兹尼的狄纳莫体育场发生爆炸，造成7人死亡，53人受伤。车臣总统卡德罗夫在这次恐怖袭击中丧生。
- 2004年6月21日至22日：非法武装分子向俄罗斯印古什共和国的纳兹兰等多个城镇的护法机关发动袭击，造成90人死亡。印古什内务部代部长科斯托耶夫和内务部副部长哈季耶夫等高级官员在袭击中遇害。
- 2004年8月24日：2004年俄罗斯飞机爆炸事件，俄罗斯两架民航客机从莫斯科的多莫杰多沃机场起飞后，几乎同时在图拉州和罗斯托夫州坠毁。两架客机上的89名乘客和机组人员全部遇难。
- 2004年8月31日：2004年8月莫斯科地铁爆炸案，莫斯科里加地铁站附近发生恐怖爆炸事件，造成10人死亡，51人受伤。
- 2004年9月1日，别斯兰人质事件：恐怖分子占领北奥塞梯共和国别斯兰市第一中学，将1200余名参加开学典礼的学生、家长和教师劫持为人质，造成300多人死亡，其中近一半遇难者是儿童。
- 2011年1月24日：2011年多莫杰多沃国际机场炸弹袭击事件。
- 2013年12月29-30日：2013年12月伏尔加格勒爆炸事件。
- 2024年3月22日：3·22莫斯科近郊音樂廳槍擊事件，伊斯蘭國襲擊者槍殺和砍死受害者，造成至少144人死亡（不包括襲擊者），551人受傷。之後襲擊者大喊「真主至大」。
- 2024年6月23日：2024年達吉斯坦襲擊，伊斯蘭國襲擊2座東正教教堂、2座猶太會堂和警崗，17名警察、1名神父和多名平民喪生。

### 菲律宾
- 1993年，菲律宾南部棉蘭老島恐怖分子袭击一座教堂，当场炸死7人。
- 1994年12月11日：菲律宾航空434号班机爆炸事件。
- 1995年，菲律宾南部近百名恐怖分子在伊皮尔镇街头见人就开枪，杀死了53名政府军士兵和平民，还放火烧毁了教堂。
- 2000年4月18日，菲律宾总统约瑟夫·埃斯特拉达63岁生日当天，阿布沙耶夫组织在菲律宾巴西兰岛将两名菲律宾人质的头颅砍下。
- 2001年5月27日，菲律宾恐怖组织阿布沙耶夫在巴拉望岛的道斯帕尔马斯绑架了20名游客，其中13名菲律宾华人、3名美国人和4名酒店职员。
- 2007年4月19日：菲律宾广播媒体引述军方报导，南部恐怖团体阿布沙伊夫组织将先前挟持的七名人质斩首，并将首级送到政府军军营示威。
- 2016年9月2日約晚上11時於達沃市一夜市引爆炸彈爆炸，最少有15人死亡，約70人受傷。

### 英国
- 2005年7月7日：4名受基地组织指使的恐怖分子在伦敦三辆地铁和一辆巴士上引爆自杀式炸弹，造成52名人死亡，700多人受伤。同年9月1日，基地组织宣布对此次事件负责。[6]
- 2007年6月30日：一辆吉普车冲向格拉斯哥机场的航站楼发动自杀式袭击，事件导致包括凶手在内的5人受伤。凶手艾哈迈德因在恐袭中被严重烧伤，一个月后死亡，另一名出生于伊拉克的凶手阿卜杜拉被判32年监禁。[7]
- 2013年5月22日：英国士兵李·里格比在伦敦伍利奇区街头，遭三名极端穆斯林砍杀，其中一名凶手企图砍下李·里格比的头颅，并以阿拉伯语大喊“真主至大”，而且要求围观者拍照。[8]
- 2015年5月22日：英国曼彻斯特体育馆发生自杀式爆炸袭击，致使23人死亡119人伤，当时美国歌手爱莉安娜·格兰德正在此举行演唱会，伊斯兰国之后宣布对此次事件负责。[9]
- 2017年3月23日：一名持刀歹徒驾车在英国议会大楼附近的威斯敏斯特桥上冲撞行人，致使5人死亡，40人受伤，伊斯兰国于第二天宣称对此次事件负责。[10]
- 2019年11月29日：伦敦桥附近发生持刀袭击事件，凶手乌斯曼·可汗砍死2人、伤3人，之后被警察击毙。当地时间11月30日，伊斯兰国宣称对伦敦桥袭击事件负责。[11]

### 西班牙
- 2004年3月11日：西班牙首都马德里地铁系统遭受一连串炸弹攻击，造成191死、2500人受伤，恐袭幕后黑手是与基地组织有密切联系的摩洛哥战斗旅。[12]
- 2017年8月17日：巴塞羅那市中心有一輛白色貨車撞上行人道，釀成至少14人死亡、100多人受傷，伊斯兰国表示今次襲擊是由「伊斯兰国的士兵」策劃。[13]

### 泰国
- 2004年1月4日，泰国南部一群手执武器的人在黎明时分袭击陶公府的一座军营，杀害了四名军人并抢走一百多支美制自动步枪，该事件象征着泰南地区暴乱的开始。
- 2007年农历中国春节，泰国惹拉府府城（Amphoe Muang）内城区一日之间发生30多起炸弹爆炸及故意纵火事件，几日后一群华裔泰国人从别彤区（Betong）乘车到邻近宋卡府扫墓，在路上遭数量不明的人乱枪扫射，9人不幸遇难。
- 截至2007年3月，泰南地区已经有200多所中、小学校被纵火烧毁，60多名教师被袭丧生，甚至有一名女教师在对学生进行家访后被人用乱棒活活打死，有二名教师在教室门外被当着学生的面枪杀后再被纵火焚尸。

### 中国
- 2008年3月7日：中国南方航空6901号班机爆炸未遂事件。
- 2009年7月5日：乌鲁木齐七五事件
- 2012年6月29日：天津航空7554号班机劫机事件。
- 2013年10月28日：天安门撞桥事件，发生在中华人民共和国北京市天安门城楼前的汽车袭击事件[14]。事件中共有5人丧生，其中三人在事发吉普车内随汽车的燃烧当场死亡，其他两名分别是来自菲律宾和广东的游客。该事件之后被中国警方称为“重大事件”[14][15]，并称其为北京地区发生的首宗“恐怖袭击事件”[16]。
- 2014年3月1日：2014年昆明火车站暴力恐怖袭击事件 ，由六男两女组成的新疆分裂主义恐怖分子持砍刀闯入中华人民共和国云南省昆明火车站，见人就砍，造成29死140余伤。警方击毙4人，生擒4人。[17]。
- 2014年4月18日：中越边境北风生口岸暴力事件。
- 2014年4月30日：2014年乌鲁木齐火车南站暴力恐怖袭击案件。
- 2014年5月6日：5·6广州火车站暴力袭击事件。
- 2014年5月22日：2014年乌鲁木齐公园北街早市暴力恐怖袭击案。该事件受到包括联合国、中国、美国、欧盟、日本、俄罗斯、加拿大、澳大利亚、韩国在内的众多国家、国际政府对中国新疆恐怖袭击批评和关注。
- 2014年7月28日：2014年莎车县暴恐袭击案

### 印度
- 2003年8月25日，印度最大的金融商业城市孟买发生两起炸弹爆炸事件，造成52人死亡，167人受伤。
- 2008年11月26日：2008年孟买连环恐怖袭击，印度金融中心孟买遭遇连环恐怖袭击，造成174名当地人及外国游客死亡，至少327人受伤，另有11名警察殉职。除了一起汽车炸弹袭击之外，所有的袭击事件都发生在孟买南区。

### 尼日利亚
- 2011年12月25日圣诞节，博科圣地组织在尼日利亚北部的马达拉、乔斯、加达卡和達馬圖魯城镇的基督教堂发动炸弹袭击，造成40人死亡，50多人受伤[18]。
- 2012年1月20日：尼日利亚北部最大城市卡诺市发生连环爆炸与枪击事件，造成至少80人死亡。警方证实包括警方总部、一个地区警察局、一个秘密警察局、一个护照办公室与移民部门大楼等8个地点遭到袭击，BBC报道博科圣地宣布对这次系列爆炸负责，理由是卡诺州政府拒绝释放被关押的该组织成员[19]。21日，卡诺州政府官员表示20日傍晚发生的多起爆炸已导致至少150人死亡[20]。截止23日，最终死亡人数达到185人[21]。
- 2013年1月8日：尼日利亚9名為兒童接種小兒麻痺疫苗的醫務人員被恐怖分子杀害。
- 2014年2年17日：博尔诺州南部的一个村庄15日晚遭博科圣地武装分子袭击，武装分子向村内房屋投掷简易炸弹，并向村民开枪，杀害106人
- 2014年2月25日：博科圣地武装分子袭击了约贝州的一所中学，开枪并挥刀杀死了正在宿舍中睡觉的43人。
- 2014年4月14日：尼日利亚首都公車站於早上上班尖峰時段發生炸彈爆炸事件，导致71人死亡，124人受傷，16輛豪華旅遊車和24輛小巴被毀。博科聖地被懷疑是主謀[22]。同一天，来自尼日利亚博尔诺州奇博克镇公立中学的200多名女学生遭到该组织绑架。

### 中非共和国
- 2013年9月5日：伊斯兰反政府武装塞莱卡联盟攻入首都班吉，24小时内有3000人被杀害，班吉街头四处可见尸体，数座基督教堂被破坏。[23]
- 2014年7月8日：伊斯兰反政府武装袭击了一座庇护着难民的天主教教堂，造成17人死亡，10人受伤。[24]

## 穆斯林恐怖袭击的伊斯兰国家

### 肯尼亚
- 1998年8月7日：1998年美国大使馆爆炸案，美国驻坦桑尼亚首都达累斯萨拉姆和肯尼亚首都内罗毕大使馆几乎同时遭遇汽车炸弹袭击的事件，这两起共造成224人死亡，超过4500人受伤。此案系基地组织制造。
- 2013年9月22日：肯尼亚首都内罗毕的一家购物中心发生一起恐怖袭击事件，使得67人死亡，187人受伤，其中一名中华人民共和国国籍妇女遇难，其儿子受伤。[25]此案系索马里青年党制造。
- 2015年4月2日：清晨5时30分左右，4名蒙面槍手携带枪支和炸弹闯入肯尼亞加里薩的莫伊大学校区，对非穆斯林学生發动袭击，造成至少147人喪生，179人受伤。4名暴徒后均被击毙，索马里青年黨宣称对此事件负责。[26][27]

### 阿富汗
- 2011年12月6日：阿富汗喀布尔及北方重镇马扎里沙里夫两座什叶派清真寺发生自杀式爆炸袭击，造成什叶派穆斯林58人死亡，至少150人受伤。截至2011年12月12日，所造成的死亡人数已经上升到84人。[28]
- 2019年7月1日：阿富汗首都喀布尔市中心当天上午发生汽车炸弹袭击，造成至少34人死亡、68人受伤。塔利班组织已宣布对此爆炸事件负责。[29]
- 2019年8月19日：阿富汗首都喀布尔西部一座正在举行婚礼的礼堂遭爆炸袭击，导致63人死亡，有180多人受伤，伊斯兰国于18日宣布对此次自杀式爆炸袭击负责。[30]

## 已遭伊斯蘭恐怖主義襲擊的國家與地區分布

紅色區塊為911恐怖攻擊起，至今為止曾遭受伊斯蘭恐怖主義襲擊的國家與地區